# L'Apparition du Christ à la Vierge
L'Apparition du Christ à la Vierge est un tableau réalisé vers 1490 par le peintre italien Domenico Ghirlandaio. D'un format vertical presque carré, cette huile sur bois de peuplier est une peinture chrétienne qui représente Jésus-Christ ressuscité adressant à Marie, à genoux devant lui, le signe de bénédiction. 
Devant chacun des personnages,  des inscriptions phylactères sont visibles en rouge :
- •SALVE•SANCTA•PARENS• pour le Christ ;
- SALVE•FILI•MI•IHS•R/EX•INVLITE•REDEMP/TOR•MUNDI, de part et d'autre du visage de la Vierge.

Don de la Société des amis du Louvre en 2019, l'œuvre est conservée au musée du Louvre, à Paris, en France.
La peinture appartient à une série de panneaux à fond d'or qui comprend également une Nativité à la pinacothèque vaticane, au Vatican, mais aussi une Résurrection au Statens Museum for Kunst, à Copenhague, au Danemark.

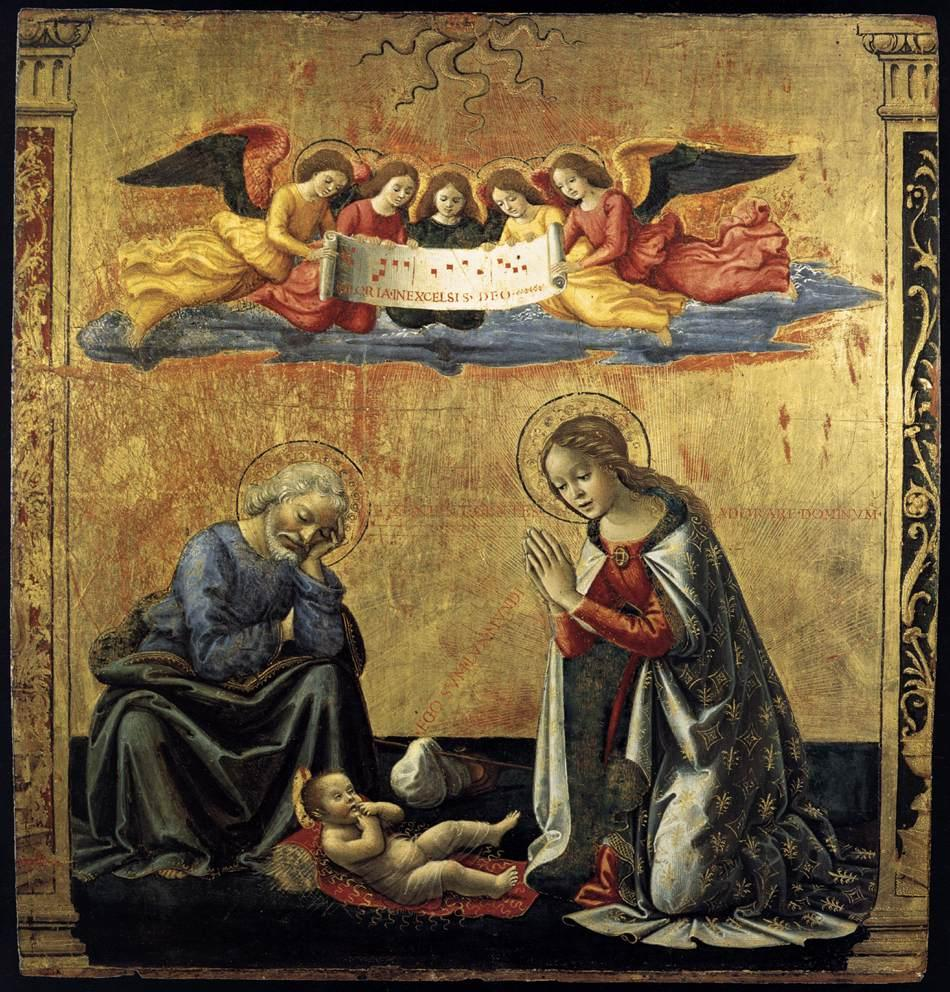
Nativité, vers 1492 – Pinacothèque vaticane, Vatican.